# Moteur EcoBoost
Le moteur Ecoboost est une gamme de moteurs à combustion interne du groupe automobile Ford, de type explosion, essence quatre temps, doté de turbocompresseurs et d'injection directe pour en augmenter la puissance et réduire les émissions polluantes dans un mouvement de downsizing.

## Production mondiale
Une partie des coûts de développement et de production aux États-Unis a été soutenue par le programme de prêts de 5,9 milliards de dollars pour la fabrication de véhicules à technologie avancée du Département de l'Énergie.

Les moteurs V6 EcoBoost sont assemblés dans l'usine de Cleveland à Brook Park. Les moteurs à 4 cylindres de 2,0 litres ont été produits à l'usine de Valence en Espagne en 2009,. Les moteurs de 1,6 litre sont assemblés dans l'usine Bridgend au Royaume-Uni. Le moteur EcoBoost trois cylindres le plus petit avec une cylindrée de 999 cm3 est produit à Cologne en Allemagne et en Roumanie à Craiova,.

## Trois-cylindres1L
| Appellation commerciale           | 1 L EcoBoost 85 ch                                | 1 L EcoBoost 100 ch                               | 1 L EcoBoost 125 ch | 1 L EcoBoost 140 ch |
| Appellation technique             | Fox                                               | Fox                                               | Fox | Fox |
| Utilisateurs                      | Ford                                              | Ford                                              | Ford | Ford / Caterham |
| Bloc-moteur                       | Fonte d'acier                                     | Fonte d'acier                                     | Fonte d'acier | Fonte d'acier |
| Nb cylindres / soupapes           | 3 cylindres en ligne / 12 soupapes                | 3 cylindres en ligne / 12 soupapes                | 3 cylindres en ligne / 12 soupapes | 3 cylindres en ligne / 12 soupapes |
| Énergie                           | Essence sans plomb                                | Essence sans plomb                                | Essence sans plomb | Essence sans plomb |
| Cylindrée / alésage × course      | 999 cm3 / 71,9 × 82 mm                            | 999 cm3 / 71,9 × 82 mm                            | 999 cm3 / 71,9 × 82 mm | 999 cm3 / 71,9 × 82 mm |
| Type                              | Suralimenté                                       | Suralimenté 0,9 bar                               | Suralimenté 1,4 bar | Suralimenté 1,6 bar |
| Norme de dépollution              | euro 6                                            | euro 6                                            | euro 6 | euro 6 |
| Puissance max (ch DIN)            | 85 ch à 4000 - 6 000 tr/min                       | 100 ch à 4000 - 6 000 tr/min                      | 125 ch à 6 000 tr/min | 140 ch à 6 000 tr/min |
| Couple max (N m)                  | 170 à 1 400                                       | 170 à 1 400                                       | 170 à 1 400 | 180 à 1 400 |
| Couple temporaire Overboost (N m) | -                                                 | -                                                 | 200 (Non disponible sur les nouveaux modèles 2017)                                                                                       | 210 (Non disponible sur les nouveaux modèles 2017)                                                                                       |
| Distribution                      | Courroie lubrifiée (changement 240 000 km/10 ans) | Courroie lubrifiée (changement 240 000 km/10 ans) | Courroie lubrifiée (changement 240 000 km/10 ans)                                                                                        | Courroie lubrifiée (changement 240 000 km/10 ans)                                                                                        |
| Volant moteur                     | Rigide                                            | Rigide                                            | Bi-Masse sur boite 6 type B6 (C Max - Focus MK3 ...) Rigide sur toutes les autres boites 5 et 6 vitesses (Fiesta MK7-MK8, Focus MK4 ...) | Bi-Masse sur boite 6 type B6 (C Max - Focus MK3 ...) Rigide sur toutes les autres boites 5 et 6 vitesses (Fiesta MK7-MK8, Focus MK4 ...) |

## Trois-cylindres1,5L
| Appellation commerciale      | 1,5 L EcoBoost 150 ch              | 1,5 L EcoBoost 180 ch              | 1,5 L EcoBoost 200 ch              |
| Appellation technique        | Dragon                             | Dragon                             | Dragon                             |
| Utilisateurs                 | Ford                               | Ford                               | Ford                               |
| Bloc-moteur                  | Aluminium                          | Aluminium                          | Aluminium                          |
| Nb cylindres / soupapes      | 3 cylindres en ligne / 12 soupapes | 3 cylindres en ligne / 12 soupapes | 3 cylindres en ligne / 12 soupapes |
| Énergie                      | Essence sans plomb                 | Essence sans plomb                 | Essence sans plomb                 |
| Cylindrée / alésage × course | 1 496 cm3 / 84 × 90 mm             | 1 496 cm3 / 84 × 90 mm             | 1 496 cm3 / 84 × 90 mm             |
| Taux de compression          | -                                  | -                                  | 9.7:1                              |
| Type                         | Suralimenté                        | Suralimenté                        | Suralimenté 0.6 bar                |
| Norme de dépollution         | euro 6                             | euro 6                             | euro 6                             |
| Puissance max (ch DIN)       | 150 ch à 6 000 tr/min              | 180 ch à 6 000 tr/min              | 200 ch à 6 000 tr/min              |
| Couple max (N m)             | 240 N m à 1 600-4 000 tr/min       | 240 N m à 1 600-5 000 tr/min       | 290 N m à 3 500 tr/min             |
| Couple temporaire Overboost  | -                                  | -                                  | -                                  |

## Quatre-cylindres1,5L
| Appellation commerciale      | 1,5 L EcoBoost 120 ch              | 1,5 L EcoBoost 150 ch              | 1,5 L EcoBoost 180 ch              |
| Appellation technique        | Sigma                              | Sigma                              | Sigma                              |
| Utilisateurs                 | Ford                               | Ford                               | Ford                               |
| Bloc-moteur                  | Aluminium                          | Aluminium                          | Aluminium                          |
| Nb cylindres / soupapes      | 4 cylindres en ligne / 16 soupapes | 4 cylindres en ligne / 16 soupapes | 4 cylindres en ligne / 16 soupapes |
| Énergie                      | Essence sans plomb                 | Essence sans plomb                 | Essence sans plomb                 |
| Cylindrée / alésage × course | 1 498 cm3                          | 1 498 cm3                          | 1 498 cm3                          |
| Type                         | Suralimenté                        | Suralimenté                        | Suralimenté                        |
| Norme de dépollution         | euro 6                             | euro 6                             | euro 6                             |
| Puissance max (ch DIN)       | 120 ch à 5 500 tr/min              | 182 ch à 6 000 tr/min              | 180 ch à 6 000 tr/min              |
| Couple max (N m)             | 240 N m à 1 600-3 000 tr/min       | 240 N m à 1 600-4 000 tr/min       | 240 N m à 1 600-5 000 tr/min       |
| Couple temporaire Overboost  | -                                  | -                                  | -                                  |

## Quatre-cylindres1,6L
| Appellation commerciale      | 1,6 L EcoBoost 150 ch              | 1,6 L EcoBoost 160 ch              | 1,6 L EcoBoost 180 ch              |
| Appellation technique        | Sigma                              | Sigma                              | Sigma                              |
| Utilisateurs                 | Ford, Volvo                        | Ford, Volvo                        | Ford, Volvo                        |
| Bloc-moteur                  | Aluminium                          | Aluminium                          | Aluminium                          |
| Nb cylindres / soupapes      | 4 cylindres en ligne / 16 soupapes | 4 cylindres en ligne / 16 soupapes | 4 cylindres en ligne / 16 soupapes |
| Énergie                      | Essence sans plomb                 | Essence sans plomb                 | Essence sans plomb                 |
| Cylindrée / alésage × course | 1 595 cm3                          | 1 595 cm3                          | 1 595 cm3                          |
| Type                         | Suralimenté                        | Suralimenté                        | Suralimenté                        |
| Norme de dépollution         | euro 6                             | euro 6                             | euro 6                             |
| Puissance max (ch DIN)       | 150 ch à ? tr/min                  | 160 ch à 6 000 tr/min              | 180 ch à 5 700 tr/min              |
| Couple max (N m)             | 240 à 1 600                        | 240 à 1 600                        | 270 à 1 900                        |
| Couple temporaire Overboost  | -                                  | -                                  | -                                  |

## Quatre-cylindres2L
| Appellation commerciale      | 2 L EcoBoost 203 ch                | 2 L EcoBoost 240 ch                | 2 L EcoBoost 250 ch                |
| Appellation technique        | Duratec / Mazda L                  | Duratec / Mazda L                  | Duratec / Mazda L                  |
| Utilisateurs                 | Ford, Land Rover, Jaguar, Volvo    | Ford, Land Rover, Jaguar, Volvo    | Ford, Land Rover, Jaguar, Volvo    |
| Bloc-moteur                  | Aluminium                          | Aluminium                          | Aluminium                          |
| Nb cylindres / soupapes      | 4 cylindres en ligne / 16 soupapes | 4 cylindres en ligne / 16 soupapes | 4 cylindres en ligne / 16 soupapes |
| Énergie                      | Essence sans plomb                 | Essence sans plomb                 | Essence sans plomb                 |
| Cylindrée / alésage × course | 1 995 cm3                          | 1 995 cm3                          | 1 995 cm3                          |
| Type                         | Suralimenté                        | Suralimenté                        | Suralimenté                        |
| Norme de dépollution         | -                                  | -                                  | -                                  |
| Puissance max (ch DIN)       | 203 ch à 6 000 tr/min              | 240 ch à 6 000 tr/min              | 250 ch à 5 500 tr/min              |
| Couple max (N m)             | 320 à 1 750                        | 340 à 1 900                        | 340 à 1 750                        |
| Couple temporaire Overboost  | -                                  | 360                                | 360                                |

## Quatre-cylindres2,3L
Source des données
| Appellation commerciale      | 2,3 L EcoBoost 305 ch              |
| Appellation technique        | Duratec / Mazda L                  |
| Utilisateurs                 | Ford, Dallara Stradale             |
| Bloc-moteur                  | Aluminium                          |
| Nb cylindres / soupapes      | 4 cylindres en ligne / 16 soupapes |
| Énergie                      | Essence sans plomb                 |
| Cylindrée / alésage × course | 2 264 cm3                          |
| Type                         | Suralimenté                        |
| Norme de dépollution         | euro 6                             |
| Puissance max (ch DIN)       | 305 ch à 5 500 tr/min              |
| Couple max (N m)             | 407 à 2 500                        |
| Couple temporaire Overboost  | -                                  |

Note: La version du 2.3 litre installé sur la Dallara Stradale et retravaillée par Bosch, développe 400 ch et 500 N m de couple.

## Six-cylindres2,7L
| Appellation commerciale      | 2,7 L EcoBoost 325 ch          |
| Appellation technique        | Nano                           |
| Utilisateurs                 | Ford                           |
| Bloc-moteur                  | Aluminium                      |
| Nb cylindres / soupapes      | 6 cylindres en V / 24 soupapes |
| Énergie                      | Essence sans plomb             |
| Cylindrée / alésage × course | 2 687 cm3                      |
| Type                         | Suralimenté                    |
| Norme de dépollution         | euro 6                         |
| Puissance max (ch DIN)       | 325 ch à 5 500 tr/min          |
| Couple max (N m)             | 508                            |
| Couple temporaire Overboost  | -                              |

## Six-cylindres3,5L
| Appellation commerciale      | 3,5 L EcoBoost 320 ch          | 3,5 L EcoBoost 355 ch          | 3,5 L EcoBoost 365 ch          | 3,5 L EcoBoost 380 ch          | 3,5 L EcoBoost 415 ch          |
| Appellation technique        | Cyclone                        | Cyclone                        | Cyclone                        | Cyclone                        | Cyclone                        |
| Utilisateurs                 | Ford                           | Ford                           | Ford                           | Ford                           | Ford                           |
| Bloc-moteur                  | Aluminium                      | Aluminium                      | Aluminium                      | Aluminium                      | Aluminium                      |
| Nb cylindres / soupapes      | 6 cylindres en V / 24 soupapes | 6 cylindres en V / 24 soupapes | 6 cylindres en V / 24 soupapes | 6 cylindres en V / 24 soupapes | 6 cylindres en V / 24 soupapes |
| Énergie                      | Essence sans plomb             | Essence sans plomb             | Essence sans plomb             | Essence sans plomb             | Essence sans plomb             |
| Cylindrée / alésage × course | 3 490 cm3                      | 3 490 cm3                      | 3 490 cm3                      | 3 490 cm3                      | 3 490 cm3                      |
| Type                         | Suralimenté                    | Suralimenté                    | Suralimenté                    | Suralimenté                    | Suralimenté                    |
| Norme de dépollution         | -                              | -                              | -                              | -                              | -                              |
| Puissance max (ch DIN)       | 320 ch                         | 355 ch                         | 365 ch                         | 380 ch                         | 415 ch                         |
| Couple max (N m)             | 542                            | 575                            | 575/569                        | 569                            | 642                            |
| Couple temporaire Overboost  | -                              | -                              | -                              | -                              | -                              |

## Problèmes de moteur
Ford a été contraint de rembourser des centaines de clients à travers le monde en raison de l'activation du voyant moteur, car les moteurs EcoBoost dans leurs véhicules surchauffaient et, dans certains cas, provoquaient des incendies de moteur. En 2015, un homme sud-africain est décédé après s'être retrouvé piégé dans son Ford Kuga après que son moteur EcoBoost de 1,6 litre a pris feu. En 2017, Ford Afrique du Sud a rappelé tous les Kuga dans le pays pour des contrôles de moteur.